# Fritz Ausländer

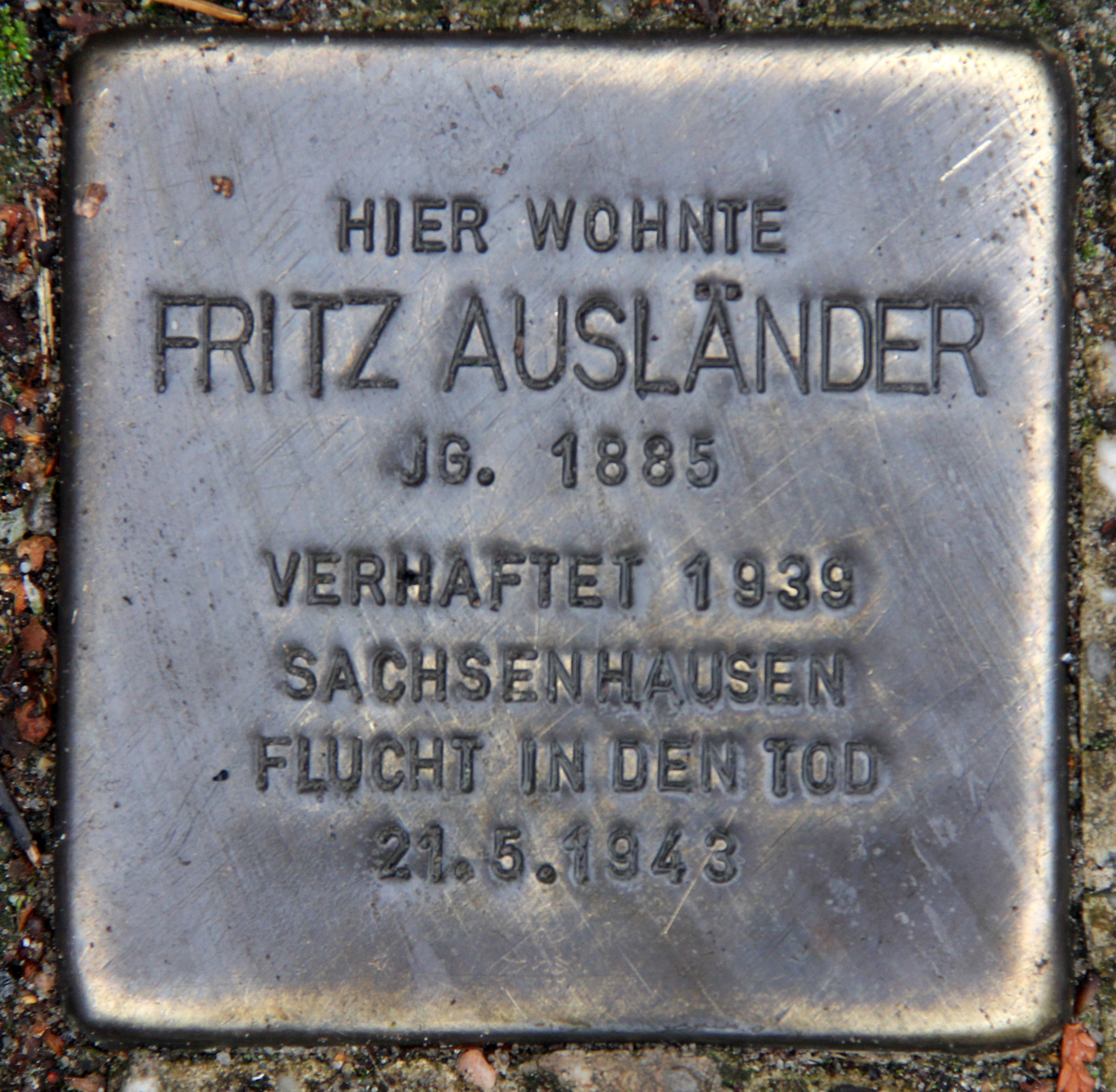
Stolperstein in Berlin-Tegel, Erholungsweg 14

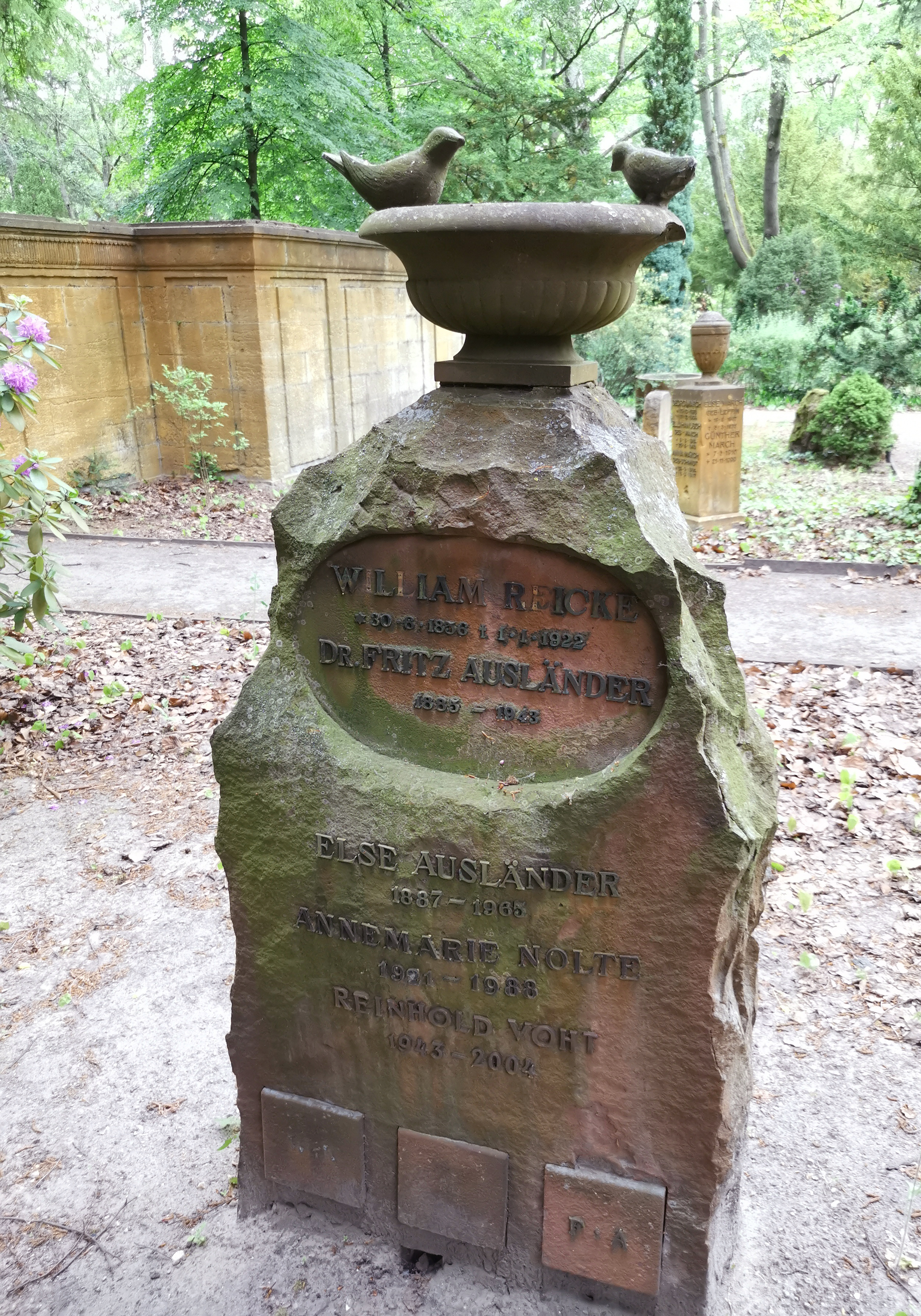
Familiengrab auf dem Urnenfriedhof Gerichtstraße in Berlin-Wedding, Abt. G III

Fritz Arthur Hugo Ausländer (* 24. November 1885 in Königsberg, Preußen; † 21. Mai 1943 in Berlin) war ein deutscher kommunistischer Politiker.

## Leben
Der Sohn eines Kaufmannes studierte nach dem gymnasialen Abitur 1904 Geschichte, Germanistik und Geographie an der Albertina in seiner Heimatstadt. In dieser Zeit trat er auch der SPD bei. 1908 wurde er zum Dr. phil. promoviert. Nach Referendariaten in Königsberg und Breslau unterrichtete er an Gymnasien in Hamburg, Marburg und Berlin. In Berlin verband Ausländer, welcher dem linken SPD-Flügel angehörte, eine enge Freundschaft mit Karl Liebknecht.
Kurz nach dem Beginn des Ersten Weltkrieges gehörte Ausländer zu den entschiedenen Gegnern der Burgfriedenspolitik der SPD-Führung. Er schloss sich daher der Gruppe Internationale an und gab für diese Schulungsmaterialien für die SPD-Organisationen im Parteibezirk Niederbarnim heraus. Nachdem er von Ende 1914 bis November 1915 seinen Kriegsdienst abgeleistet hatte, kehrte er nach Berlin zurück, wo er für die sich inzwischen Spartakusgruppe nennende Organisation um Liebknecht und Rosa Luxemburg aktiv war. Seit deren Gründung Ende 1918 Mitglied der KPD, war er vor allem in der innerparteilichen Bildungsarbeit aktiv.
Ausländer arbeitete in den 1920er Jahren als Gymnasiallehrer und war Mitglied im Bund Entschiedener Schulreformer. Als Politiker war er zeitweise unbesoldetes Mitglied des zentralen Magistrats der Stadt Berlin, Angestellter der KPD-Reichstagsfraktion und von 1928 bis 1932 Abgeordneter im Preußischen Landtag. Da er zur innerparteilichen Strömung der „Versöhnler“ gehörte, wurde er zur Landtagswahl am 24. April 1932 nicht wieder als Kandidat aufgestellt. Er trat aus Protest gegen die „ultralinke“ Politik der Partei wenig später aus der KPD aus.
In der Nacht des Reichstagsbrandes 1933 durch die SA festgenommen, wurde er nacheinander im Polizeigefängnis Hedemannstraße, im Zellengefängnis Lehrter Straße, in den Gefängnissen Moabit und Plötzensee, im KZ Sonnenburg und im KZ Esterwegen inhaftiert. Im Juni 1935 wurde er aus dem KZ freigelassen. Seine Frau gab an, sie habe an Göring ein Gnadengesuch gerichtet. Er wurde ohne Pension aus dem Schuldienst entlassen. Er arbeitete zunächst als Adressenschreiber und dann als Verlagsangestellter. Nach dem Beginn des Zweiten Weltkriegs 1939 wurde er erneut verhaftet und bis Weihnachten 1939 nacheinander im KZ Sachsenhausen, im Gestapo-Gefängnis Prinz-Albrecht-Straße und im Horst-Wessel-Staatskrankenhaus inhaftiert. Aus Furcht vor einer erneuten Verhaftung nahm Fritz Ausländer sich am 21. Mai 1943 das Leben. Nach einer neueren Quelle soll er sich nach einem Streit mit seiner Frau, die sich in der NS-Frauenschaft betätigte und die beiden Kinder im nationalsozialistischen Sinne erzogen hatte, getötet haben. Er hatte kritisiert, dass sein Sohn HJ-Führer und seine Tochter BDM-Führerin geworden waren.

## Veröffentlichungen
- Friedrich Wilhelms I. Verhältnis zu Österreich vornehmlich im Jahre 1732. Ein Beitrag zur Geschichte der preußischen Politik. Königsberg 1908 (Wernich Elbing, aus Altpreußische Monatsschrift, Bd. 46, Heft 1; Dissertation Albertus-Universität Königsberg vom 18. Dezember 1908)
- Rettet die Schule ! Der schwarzblaue Block und die proletarische Abwehrfront, Berlin (Vereinigung Internationaler Verlags-Anstalten) 1927 (Verantwortlich für den Inhalt: Ernst Schneller Berlin)